# 메건 젠드릭
메건 젠드릭(Megan Jendrick, 1984년 1월 15일 ~ )은 미국의 수영 선수이자, 기록 보유자이면서 적합성 특약 기고가이다. 그녀는 27개의 미국 기록과 4개의 세계 기록들을 세웠다. 10회의 국내 선수권, 10회의 미국 오픈, 7회의 마스터스 세계 기록, 15회의 마스터스 국내 기록을 보유하였다.
워싱턴주 타코마 출신으로 원래 이름은 메건 콴(Megan Quann)이었다. 2000년 시드니 올림픽에 16세의 가장 어린 나이로 참가하여 100m 평영과 400m 혼계영에서 금메달을 획득하면서 스포츠 일러스트레이티드 잡지의 표지에 나와 그 명예를 가진 몇명의 여성 중 하나가 되었다.
2005년 이즈미르에서 열린 하계 유니버시아드에서 3개의 금메달 획득과 2개의 유니버시아드 기록으로 스타 선수가 된 젠드릭은 2개의 개인 종목들을 우승한 단 하나의 미국 여성 선수였다.
젠드릭은 100야드 평영을 1분 아래 헤엄친 두 번째 여성이며, 59초 아래로 헤엄친 두 번째 여성이기도 하다.
2007년 12회 FINA 세계 선수권 대회에서 200m 평영 은메달을 땄다.
2008년 7월 1일 100m 평영에서 미국 올림픽 팀에 나가는 데 합격하였다. 도핑 테스트에 의하여 감소된 제시카 하디의 실격과 함께 젠드릭이 정식으로 그 종목의 우승자였다.
베이징 올림픽에서 100m 평영 5위와 400m 혼계영 은메달 획득으로 많은 비평가들을 침묵시켰다.
2009년 7월 25일 젠드릭은 자신 경력의 27번째 미국 기록을 세웠다. 200m 평영 결승전에서 첫 50m를 30.40초에 헤엄치면서 2007년 이래 제시카 하디가 보유한 30.63초를 깼다.

## 같이 보기
- 올림픽 수영 여자 메달리스트 목록
- 퍼시픽 루서런 대학교
- 수영 혼계영 400m 세계 기록 추이